# 愛得威建設集團
广东爱得威建设（集团）股份有限公司 ，簡稱广东爱得威建设（集团）和爱得威建设集团（英語：GUANGDONG ADWAY CONSTRUCTION (GROUP) HOLDINGS COMPANY LIMITED，港交所：6189），在1996年，由葉玉敬（主席）和葉玉靈（2008年去世）於深圳（總部）成立前身「廣東雅和裝飾工程有限公司」。
業務在中國內地經營建筑装修装饰工程、机电设备安装工程、建筑幕墙工程、建筑智能化工程、消防设施工程等以及与之配套的建筑、装饰材料和设备的研发、生产、销售。
股份在2016年11月25日於港交所主板上市。全球發售股份為52,763,000股H股，6.2港元為發售定價，而集資額為3.3億港元，而主要作於內地開設內部線上供應鏈管理平台等。

## 外部連結
- aidewei.cn （页面存档备份，存于）